# Fairey Seal
Die Fairey Seal war ein trägergestütztes, als Doppeldecker gestaltetes Aufklärungsflugzeug und der Fairey Gordon sehr ähnlich. Beide waren Weiterentwicklungen der Fairey IIIF. Die Fairey Seal wurde in fünf Aufklärungsstaffeln von 1934 bis 1936 eingesetzt, allerdings übernahmen zwei Staffeln ihre Seals von bereits wieder umgerüsteten Staffeln. Einige Maschinen wurden zwischen 1932 und 1938 auch als Bordflugzeuge eingesetzt und bis 1940 wurden Seals in Ausbildungseinheiten verwendet.
Die letzten verbliebenen Maschinen wurden als Zielschleppflugzeuge genutzt.

## Entwicklung derSeal
Seit 1917 war der Fairey III ein wesentlicher Bestandteil der Kampfflugzeuge der britischen Luftwaffe und diente seit 1927 in der Version IIIF in etlichen Staffeln im Nahen Osten, leichten Bomberstaffeln in der Heimat und etlichen Flights der Marine. Um insbesondere die Startleistung bei voller Zuladung zu verbessern, hatte Fairey eine Version mit einem Doppelstern-Panther-Motor der Firma Armstrong-Siddeley anstelle des wassergekühlten Napier Lion vorgeschlagen, die als Gordon in die Serienfertigung ging und von der über 200 Maschinen zum kleinen Teil auch durch Umbau von IIIF entstanden.

Die britischen Marineflieger hatten die identischen Wünsche und Fairey baute die IIIF Mk.IIIB S 1325 zum Prototyp IIIF Mk.VI nach der Ausschreibung Ausschreibung 12/29 mit einem 525 PS-Armstrong-Siddeley-Panther IIA um, der dann den Namen Seal erhielt. In ihren äußeren Abmessungen war die Seal mit der von landgestützten Staffeln beschafften Gordon weitgehend identisch. Der erste Serienauftrag unter der Spezifikation 17/32 erhielt dann lediglich etwas stärker abgerundete Heckflächen und ein Heckrad an Stelle des bislang verwendeten Sporns. Bewaffnet war die Maschine mit einem starr nach vorn schießenden Vickers-Maschinengewehr und einem beweglichen Maschinengewehr der Bauart Lewis. Unter den Flügeln befanden sich Aufhängungen von bis zu 227 kg (500 lb) Bomben. Der zweite Produktionsauftrag wurde nach der nicht wesentlich abweichenden Spezifikation 11/34 bebaut. Die Maschinen konnten auch auf ein Schwimmerfahrwerk gesetzt werden, was vom Prototyp S1325 getestet wurde, die damit am 29. September 1932 erstmals startete.
Die Marineluftwaffe, damals noch Teil der Royal Air Force, erhielt nur eine Version:
Seal
mit einem 525 PS (356 kW) Armstrong-Siddeley Panther IIA ausgerüstet von der 91 Maschinen gebaut wurden. Sie war der erste bordgestützte britische Flugzeugtyp mit Radbremsen und einem Fanghaken.

## Produktion
Abnahme der Fairey Seal durch die RAF:
| Version | 1932 | 1933 | 1934 | 1935 | Summe |
| ------- | ---- | ---- | ---- | ---- | ----- |
| Mk.I    | 3    | 45   | 25   | 17   | 90    |

## Einsatz bei der britischen Flottenluftwaffe
Noch bevor die Serienauslieferung begann, wurde der Prototyp auf der Eagle nach Buenos Aires gesandt. Sie gehörte zu einem zusätzlichen Flight (Schwarm) an Bord des Trägers, der neue britische Flugzeugmuster bei der erstmals im Ausland durchgeführten „British Empire Trade Exhibition“ im März 1931 vorführen sollte. Zu der Ausstellungseinheit gehörte auch die Hawker-Jagdflugzeuge Nimrod und Osprey sowie der Torpedobomber Blackburn Ripon. Die Ausstellung eröffnete der Prince of Wales, dessen De Havilland DH.80 Puss Moth auch auf dem Träger transportiert wurde.

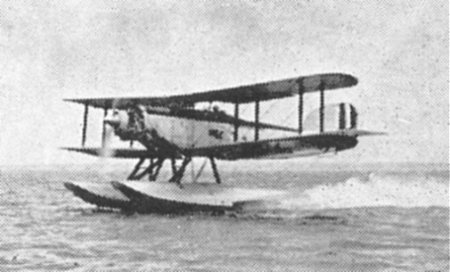
Seal-Schwimmerflugzeug

Die erste Serien-Seal kam mit Schwimmern im Dezember 1932 zum Flight 444 der Bordflugzeuge der 2. Battle Squadron neben Fairey IIIF-Schwimmerflugzeugen. Hier war bis Dezember 1933 zumindest ein Seal-Bordflugzeug vorhanden. Von November 1936 bis Februar 1938 gab es auch mindestens ein Schwimmerflugzeug beim Flight 701 der 1. Battle Squadron im Mittelmeer und vom Februar 1937 bis zum Oktober 1938 beim Flight 702 der 2. Battle Squadron der Home Fleet. Dies war auch der letzte Einsatz einer Fairey Seal als Einsatzmaschine bei der Marine.
Als erste trägergestützte Einheit wurde die Staffel 821 auf der Courageous ab April 1933 von der IIIF auf die Fairey Seal umgerüstet. Sie erhielt anfangs neun Maschinen und wurde später auf zwölf Maschinen verstärkt. In dieser Staffel hatten die Seals ihre längste Einsatzzeit von 35 Monaten, ehe sie im März 1936 durch Blackburn Shark Mk.I ersetzt wurden.

Als zweite Staffel ersetzte die ebenfalls von der Courageous eingesetzte Staffel 820 im Juni 1934 einen Teil ihrer IIIF durch sechs Seal. Diese Staffel wurde nicht total umgerüstet, sondern erhielt schon im Dezember 1934 neue Blackburn Shark Mk.I. 

Die dritte Staffel mit Fairey Seal-Maschinen als Einsatzmuster wurde die am 8. Oktober 1934 neu aufgestellte Staffel 824 mit neun Maschinen. Die Staffel ging auf dem Träger Hermes nach Fern Ost und blieb auf dem Träger, bis dieser wieder in die Reserve ging und durch die Eagle ersetzt wurde, die mit einer neuen Fairey Swordfish-Staffel auf die China Station verlegte.

Im Dezember 1934 ersetzte die Staffel 823 ihre IIIF durch die sechs Seal der auf Shark umgerüsteten Staffel 820. Die wegen der Instandsetzung der Glorious der Courageous zum Trägertraining zugeteilte Staffel wurde auf zwölf Einsatzmaschinen aufgefüllt.
Wegen der Abessinienkrise verlegten im August 1935 die Träger Glorious und Courageous ins Mittelmeer. Ihre Flugzeuggruppen setzten sich im August aus den Staffeln
802 (Nimrod/Osprey) und dem B-Flight der 823.Staffel (Seal), sowie den am 2. September dazu in Malta übernommenen, von der Eagle zurückgelassenen Staffeln 812 (Blackburn Baffin) und 825 (Fairey IIIF) auf Glorious und 

800 (Nimrod/Osprey), 810 (Baffin), A-Flight / 820(6 Baffin, wegen Triebwerksproblemen der neuen Shark), 821 (Seal), B-Flight / 822 (6 IIIF) und dem A-Flight der 823.Staffel (Seal) auf Courageous zusammen.

Im Oktober wurde die Seal-Staffel 823 auf der Glorious wieder vereinigt. Im November 1936 wurde diese Staffel im Mittelmeer dann mit neuen Fairey Swordfish ausgerüstet.
Als letzte bordgestützte Staffel ersetzte im Juni 1936 die Staffel 822 ihre Fairey IIIF vorübergehend durch die zwölf Fairey Seal der umgerüsteten Staffel 821, um schon ab November auf die Blackburn Shark Mk.II umgerüstet zu werden. So waren Anfang 1937 nur noch einige Schwimmerflugzeuge auf Schlachtschiffen und die Maschinen der Staffel 824 auf der Hermes im Einsatz in der 1. Linie. Die auf Ceylon verbliebenen Maschinen kamen später zur RAF.
Die Seal konnte die vorangehende Fairey IIIF nicht vollständig ersetzen und wurde selbst nach kurzer Dienstzeit durch die Blackburn Shark, ebenfalls ein Übergangstyp, und die Fairey Swordfish ersetzt, die zur Ausstattung aller Bomber- und Aufklärungsstaffeln der Fleet Air Arm (FAA) wurde und auch im Zweiten Weltkrieg im Dienst blieb. Bei Ausbruch des Zweiten Weltkriegs waren noch vier Fairey Seal im Dienst der FAA bei der Observer School (753. Staffel) neben deren Hauptausstattung mit Shark Mk.II. Die letzte Einsatzmaschine der FAA diente bis Anfang 1941 bei der 782. Northern Communication Staffel.
Allerdings setzte die Royal Air Force auch noch einige Seal als Zielschleppflugzeuge ein. So hatte die No 10 Bombing and Gunnery School zwölf Maschinen bis 1940. Weitere vier Maschinen wurden von der 273. Staffel auf Ceylon für die Küstenüberwachung genutzt und dabei zeitweise auf Schwimmern eingesetzt. Im Mai 1942 hatte auch die RAF ihre letzte Seal ausgesondert.

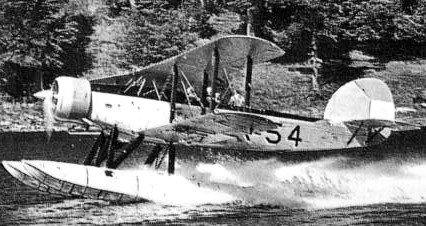
Argentinische Fairey Seal

## Einsätze bei anderen Nationen

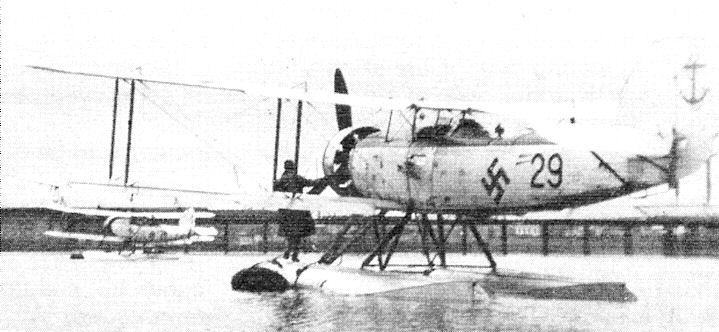
Lettische Fairey Seal

An vier Nationen sollen Fairey Seal-Flugzeuge geliefert worden sein:
Argentinien
Die argentinische Marine erhielt 1930 sechs Fairey-IIIF-Schwimmerflugzeuge (F.1122-1127), die von de-Dietrich-Motoren angetrieben wurden. Sie wandelte fünf dieser Maschinen durch den Einbau britischer 605-PS-A.S.-Panther-IV-Motoren mit NACA-Haube in Seals um. Eine Seal mit der Baunummer F.2111 wurde aus Großbritannien geliefert. Es ist unklar, ob dies die Mustermaschine für den Umbau war oder der Ersatz für eine verloren gegangene Maschine.
Lettland
Der baltische Staat bestellte 1934 vier Seal-Schwimmerflugzeuge (F.2112-2115), die auch zu Landmaschinen umgebaut werden konnten. Angetrieben wurden diese Maschinen durch 690-PS-Bristol-Pegasus-III-M2-Motoren, bekannt wurden sie in Teilen Europas durch einen Rundflug unter Oberst Janis Indans mit drei Flugzeugen über 6000 km vom 22. Juni bis 5. Juli 1936 um die Ostsee bis nach Großbritannien und durch andere nordeuropäische Staaten. Die Maschinen kamen durch die sowjetische Besetzung im Herbst 1940 in die Gewalt der Roten Armee und gingen zu Beginn des deutschen Angriffs auf die Sowjetunion verloren.
Zu den angeblich nach Peru und Chile gelieferten Maschinen konnten keine weiteren Angaben gefunden werden.
Dazu gab es Exporte gleichartiger Flugzeuge, die als Fairey Gordon bezeichnet wurden:
Brasilien
der südamerikanische Staat kaufte 20 Gordons für seine Luftwaffe und Marine, von denen fünf als Schwimmerflugzeuge geliefert wurden.
Neuseeland
1939 erhielt das Dominion aus RAF-Beständen 41 (49) Fairey Gordon zu Ausbildungszwecken.
Ägypten
die königliche Luftwaffe soll sechs Maschinen von der RAF erhalten haben.
Außer der Feststellung etlicher Quellen konnten keine weiteren Angaben zu nach China gelieferten Gordon gefunden werden.

## Technische Daten
| Kenngröße             | Seal                                                   | Gordon                                                 |
| --------------------- | ------------------------------------------------------ | ------------------------------------------------------ |
| Besatzung             | 3                                                      | 2                                                      |
| Länge                 | 10,26 m                                                | 11,20 m                                                |
| Spannweite            | 13,95 m                                                | 13,95 m                                                |
| Höhe                  | 3,89 m                                                 | 4,32 m                                                 |
| Flügelfläche          | 41,2 m²                                                | 40,69 m²                                               |
| Leermasse             | 1633 kg                                                | 1589 kg                                                |
| Startmasse            | 2727 kg                                                | 2679 kg                                                |
| Höchstgeschwindigkeit | 222 km/h                                               | 240 km/h                                               |
| Reichweite            | 966 km                                                 | 966 km                                                 |
| Dienstgipfelhöhe      | 6705 m                                                 | 6700 m                                                 |
| Antrieb               | ein Armstrong-Siddeley Panther IIA mit 525 PS (386 kW) | ein Armstrong-Siddeley Panther IIA mit 525 PS (386 kW) |
| Bewaffnung            | 1 starres / 1 bewegliches MG                           | 1 starres / 1 bewegliches MG                           |
| Bombenlast            | 227 kg                                                 | 227 kg                                                 |